# Aurora (provins)

Auroras läge i Filippinerna

Aurora är en provins i Filippinerna som ligger i regionen Centrala Luzon. Den har 201 200 invånare (2006) på en yta av 3 240 km². Provinsens administrativa huvudort är Baler.
Provinsen är indelad i 8 kommuner.